# Ernst Marcus
Ernst Josef Marcus, född 9 maj 1881 Stockholm, död där 19 mars 1936, var en svensk restauratör.
Ernst Marcus var son till köpmannen Axel Marcus samt bror till Ture och Gerda Marcus. 1896 anställdes han hos konditor Törnblad vid Stureplan i Stockholm. Han fortsatte därefter som kökselev vid Operakällaren och bedrev därefter restaurangstudier i utlandet, hos Nimbs i Köpenhamn, Cecil i London och Brighton i Paris. Efter att han återvänt till Sverige var han hovmästare på Hotell Rydberg, Hasselbacken och Grand Hôtel. 1905 etablerade sig Ernst Marcus tillsammans med sin bror Ture på Sturehof som han 1910 ensam övertog och därefter innehade fram till sin död. Sturehof utvecklades under hans ledning till en av Stockholms främsta restauranger med fiskrätter som specialitet. 